# Kindertransport

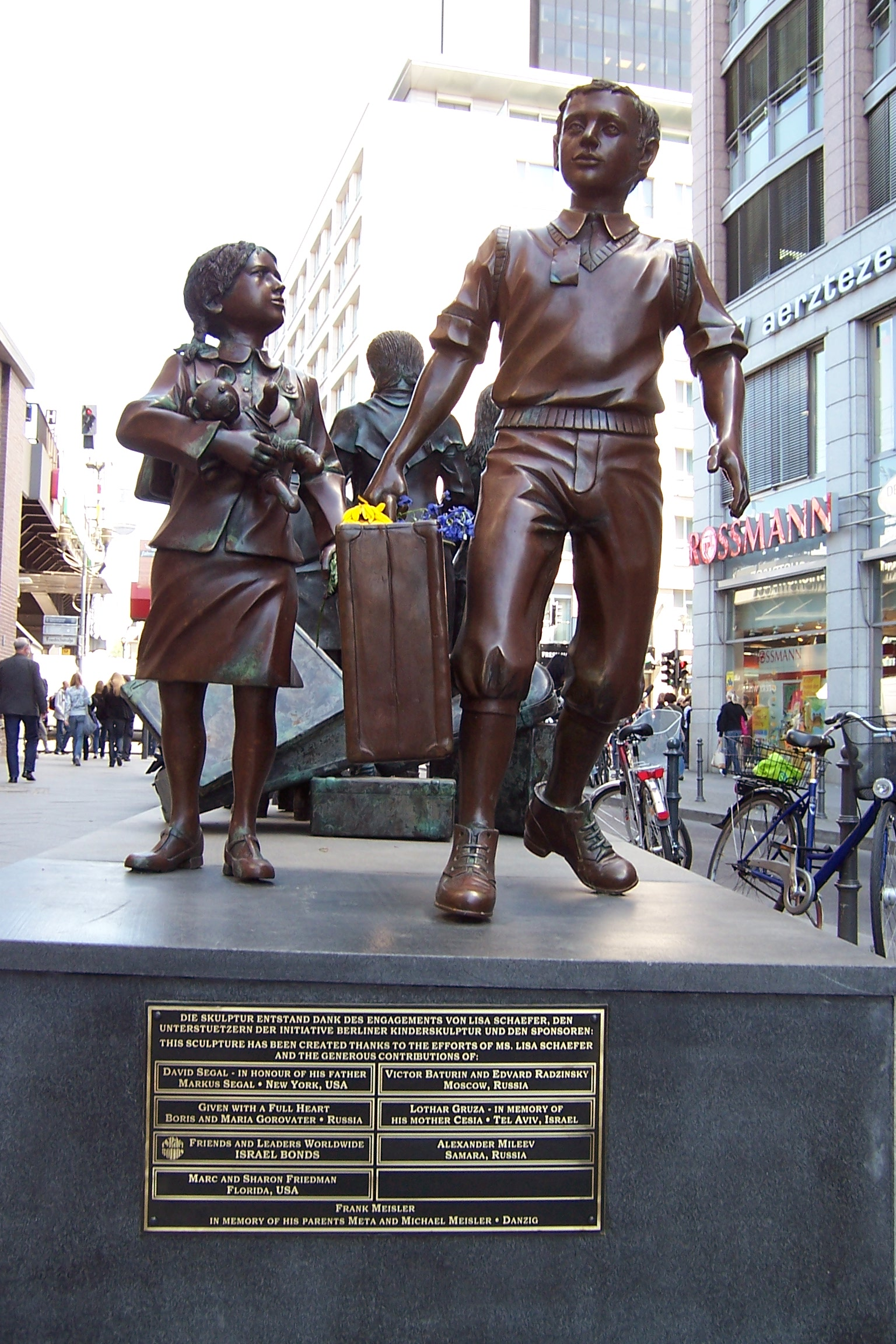
Memorial al Kindertransport en Berlín, Alemania

El Kindertransport («transporte de niños» en alemán) fue un esfuerzo organizado de rescate de niños del territorio controlado por los nazis que tuvo lugar entre 1938 y 1939, durante los nueve meses previos al estallido de la Segunda Guerra Mundial.
El Reino Unido acogió a casi 10.000 niños predominantemente judíos de Alemania, Austria, Checoslovaquia, Polonia y la Ciudad Libre de Danzig. Los niños, que a menudo eran los únicos miembros de sus familias que sobrevivían al Holocausto, fueron ubicados en casas de acogida, albergues, escuelas y granjas. El programa fue apoyado, publicitado y alentado por el gobierno británico, que renunció a los requisitos de visa de inmigración que no estaban dentro de la capacidad de cumplir de la comunidad judía británica. El gobierno británico no puso límite de número al programa, sino que fue el comienzo de la Segunda Guerra Mundial lo que le puso fin. Los Países Bajos, Bélgica, Francia, Suecia y Suiza acogieron a un número menor de niños a través del programa.
El término Kindertransport se usa a veces para el rescate de niños principalmente judíos, sin sus padres, de la Alemania nazi, Austria y Checoslovaquia a los Países Bajos, Bélgica y Francia. Un ejemplo son los 1.000 niños de Château de La Hille que se trasladaron a Bélgica. Sin embargo, a menudo se restringe al programa organizado por el Reino Unido.
El Fondo Británico Central para los Judíos Alemanes (ahora World Jewish Relief) se estableció en 1933 para apoyar de cualquier manera posible las necesidades de los judíos en Alemania y Austria.
En Estados Unidos se presentó en el Congreso el proyecto de ley Wagner-Rogers, que habría aumentado la cuota de inmigrantes al traer un total de 20.000 niños judíos, pero debido a la oposición del senador Robert Rice Reynolds, nunca salió del comité.

## Política
El 15 de noviembre de 1938, cinco días después de la devastación de la noche de los cristales rotos, una delegación de líderes británicos, judíos y cuáqueros apeló a Neville Chamberlain, el entonces primer ministro del Reino Unido.  Entre otras medidas, solicitaron que el gobierno británico permitiera la admisión temporal de niños judíos no acompañados. El gabinete británico debatió el tema al día siguiente y posteriormente preparó un proyecto de ley para presentarlo al Parlamento. El proyecto de ley establecía que el gobierno renunciaría a ciertos requisitos de inmigración para permitir la entrada a Gran Bretaña de menores de 18 años no acompañados.
Nunca se anunció públicamente ningún límite en el número permitido de refugiados. Inicialmente, las agencias de refugiados judíos consideraron 5.000 como una meta realista. Sin embargo, después de que la Oficina Colonial Británica rechazara la solicitud separada de las agencias judías para permitir la admisión de 10.000 niños al Mandato británico de Palestina, las agencias judías aumentaron el número planeado a 15.000 niños no acompañados para ingresar a Gran Bretaña de esta manera.
Durante la mañana del 21 de noviembre de 1938, antes de un importante debate en la Cámara de los Comunes sobre los refugiados, el ministro del Interior, Sir Samuel Hoare, se reunió con una gran delegación que representaba a grupos judíos, así como a cuáqueros y otros grupos no judíos, que trabajaban en nombre de los refugiados. Los grupos, aunque consideraban a todos los refugiados, estaban específicamente aliados bajo una organización no confesional llamada "Movimiento para el Cuidado de los Niños de Alemania" (Movement for the Care of Children from Germany). Esta organización consideró únicamente el rescate de niños, que tendrían que dejar a sus padres en Alemania.
En ese debate del 21 de noviembre de 1938, Hoare prestó especial atención a la difícil situación de los niños. Informó que las investigaciones en Alemania habían determinado que, lo que era muy notable, casi todos los padres a los que se les preguntó habían dicho que estarían dispuestos a enviar a sus hijos sin compañía al Reino Unido. Hoare declaró que él y el Ministerio del Interior "no pondrán ningún obstáculo en el camino de los niños que vienen aquí", en consecuencia, "para demostrar que estaremos a la vanguardia entre las naciones del mundo para brindar alivio a estas personas que sufren", Hoare dejó en claro que la ayuda requerida, monetaria, de vivienda y de otro tipo, había sido prometida por las comunidades judía y otras.
Las agencias prometieron encontrar hogares para todos los niños y también prometieron financiar la operación y asegurarse de que ninguno de los refugiados se convirtiera en una carga financiera para el público. Cada niño tendría una garantía de 50 libras esterlinas para financiar su eventual reemigración, ya que se esperaba que los niños solo permanecerían en el país de forma temporal.

## Organización y gestión

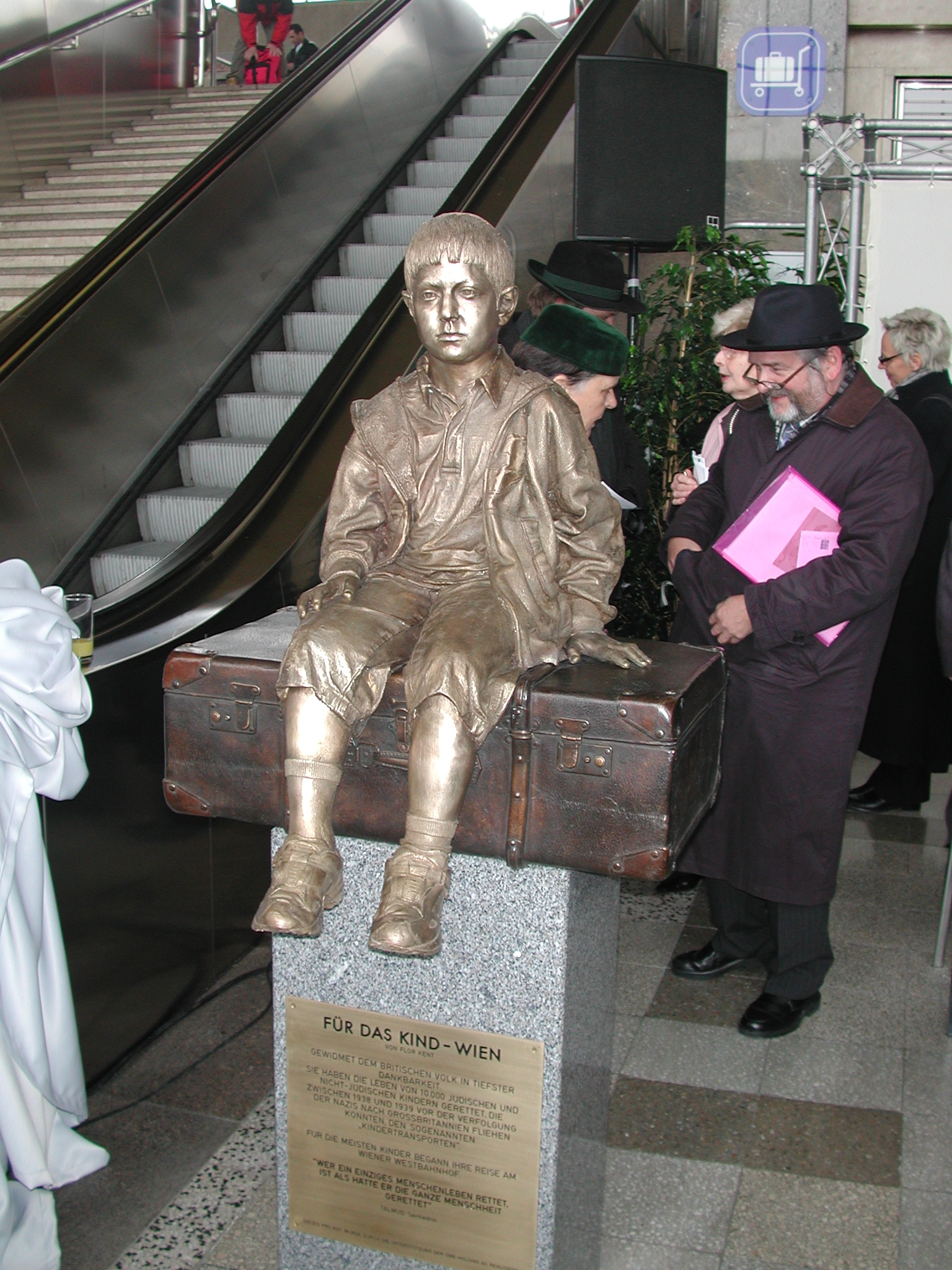
Für Das KindViena, estación Westbahnhof 2008, un homenaje al pueblo británico por salvar la vida de miles de niños del terror nazi a través de Kindertransport

En poco tiempo, el Movimiento para el Cuidado de los Niños de Alemania, más tarde conocido como el Movimiento de Niños Refugiados (Refugee Children's Movement, RCM), envió representantes a Alemania y Austria para averiguar los sistemas para elegir, organizar y transportar a los niños. El Fondo Británico Central para los Judíos Alemanes (Central British Fund for World Jewish Relief) proporcionó fondos para la operación de rescate.
El 25 de noviembre, los ciudadanos británicos escucharon un llamamiento para hogares de acogida en la estación de radio BBC Home Service del ex ministro del Interior, Herbert Louis Samuel. Pronto hubo 500 ofertas y los voluntarios de RCM comenzaron a visitar posibles hogares de acogida e informar sobre las condiciones. No insistieron en que los hogares para niños judíos fueran también judíos. Tampoco indagaron demasiado en los motivos y el carácter de las familias: bastaba con que las casas parecieran limpias y las familias respetables.
En Alemania se creó una red de organizadores, y estos voluntarios trabajaron día y noche para hacer listas prioritarias de los que corrían más peligro: adolescentes que se encontraban en campos de concentración o en peligro de ser detenidos, niños o adolescentes polacos bajo amenaza de deportación, niños en orfanatos judíos, niños cuyos padres carecían de medios económicos para mantenerlos, o niños con un progenitor en un campo de concentración. Una vez que los niños fueron identificados o agrupados por listas, a sus tutores o padres se les proporcionó una fecha de viaje y detalles de salida. Solo podían llevar una pequeña maleta sellada sin objetos de valor y hasta diez marcos en metálico. Algunos niños no tenían nada más que una placa de manila con un número en el anverso y su nombre en el reverso, a otros se les entregó una tarjeta de identidad numerada con una foto:
El primer grupo de 196 niños llegó a Harwich en el TSS Prague el 2 de diciembre, tres semanas después de la Kristallnacht, desembarcando en Parkeston Quay. Una placa descubierta en 2011 en el puerto de Harwich marca este evento. En los nueve meses siguientes, casi 10.000 niños no acompañados, en su mayoría judíos, viajaron a Inglaterra.
También hubo Kindertransport a otros países, como Francia, Bélgica, Holanda y Suecia. La humanitaria holandesa Geertruida Wijsmuller-Meijer consiguió que 1.500 niños fueran admitidos en los Países Bajos; dichos niños recibieron el apoyo del Comité de Ayuda a los Refugiados Judíos neerlandés, siendo los costes sufragados por la comunidad judía neerlandesa. En Suecia, la comunidad judía de Estocolmo negoció con el gobierno una excepción a la política restrictiva del país sobre refugiados judíos para varios niños. Finalmente, alrededor de 500 niños judíos de Alemania de entre 1 y 15 años recibieron permisos de residencia temporales con la condición de que sus padres no intentaran ingresar al país. Los niños fueron seleccionados por organizaciones judías en Alemania y trasladados a hogares de acogida y orfanatos en Suecia.
Al principio, los niños procedían principalmente de Alemania y Austria (parte del Gran Reich después del Anschluss). A partir del 15 de marzo de 1939, con la ocupación alemana de Checoslovaquia, los transportes desde Praga se organizaron apresuradamente, y en febrero y agosto de 1939 se organizaron trenes desde Polonia. Los transportes fuera de la Europa ocupada por los nazis prosiguieron hasta la declaración de guerra el 1 de septiembre de 1939. Un número menor de niños voló a Croydon, sobre todo desde Praga; otro de los puertos en Inglaterra que recibió niños fue Dover.

### Último transporte
El carguero de pasajeros SS Bodegraven partió el 14 de mayo de 1940 de IJmuiden, Países Bajos. Fue el último transporte desde el continente y tenía 74 niños a bordo. Su salida fue organizada por Geertruida Wijsmuller-Meijer, la organizadora holandesa del primer transporte desde Viena en diciembre de 1938. Había recogido a 66 de los niños del orfanato en Kalverstraat en Ámsterdam, parte del cual había estado sirviendo como hogar para refugiados. Podría haberse unido a los niños, pero optó por quedarse atrás. Esta fue una acción de rescate, ya que la ocupación de los Países Bajos era inminente y el país capituló al día siguiente. Este barco fue el último en salir libremente del país.
Como los Países Bajos estaban siendo atacados por las fuerzas alemanas desde el 10 de mayo y se habían producido bombardeos, no hubo oportunidad de hablar con los padres de los niños. En el momento de esta evacuación, estos padres no sabían nada de la evacuación de sus hijos: según fuentes anónimas, algunos de los padres estaban muy molestos inicialmente por esta acción y le dijeron a Wijsmuller-Meijer que no debería haberlo hecho.[cita requerida] Después del 15 de mayo, no hubo más oportunidad de salir de los Países Bajos, ya que los nazis cerraron las fronteras del país.

## Recepción y alojamiento en Gran Bretaña

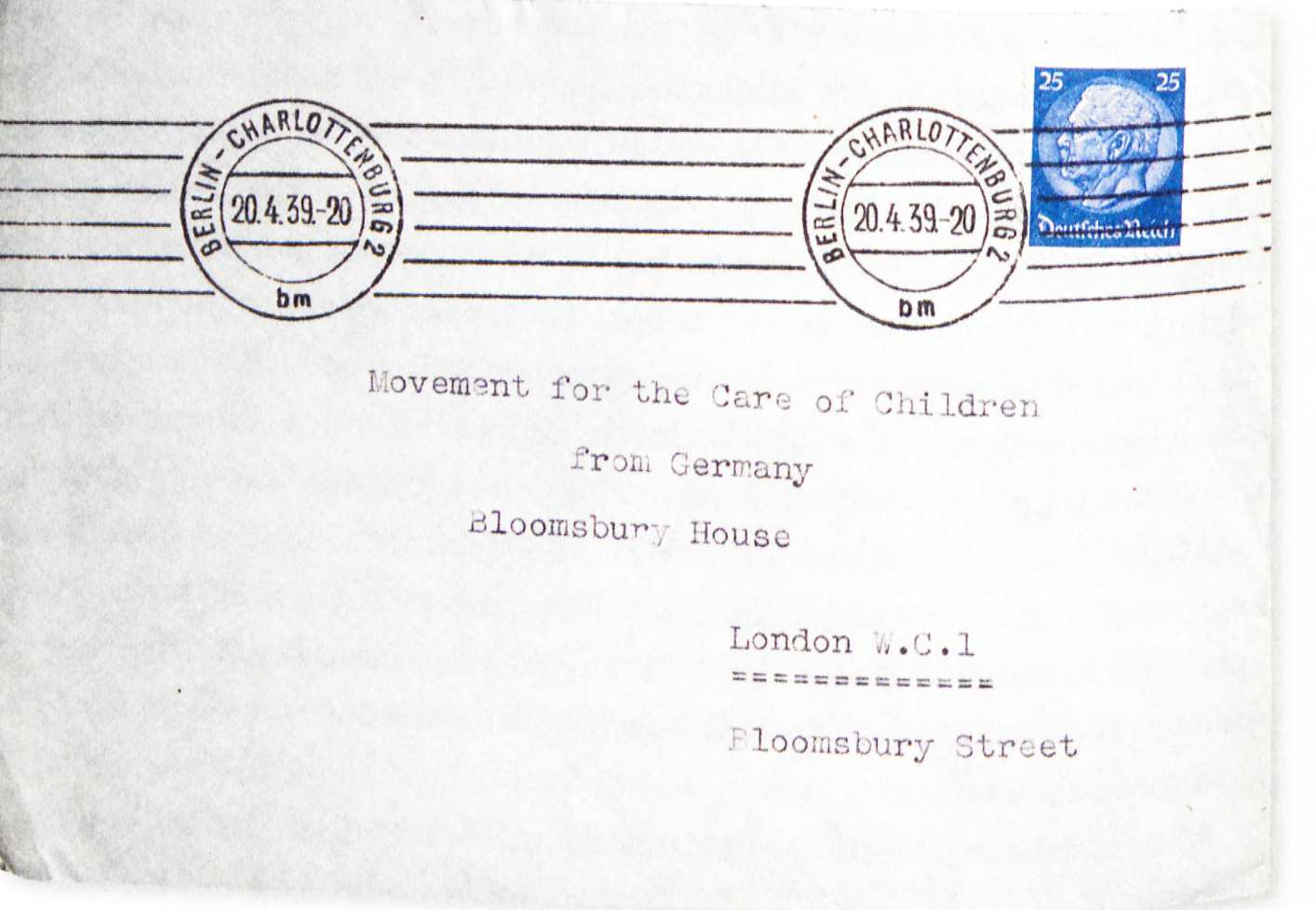
Carta de Berlín al Movimiento para el Cuidado de los Niños de Alemania (luego RCM), 20. abril de 1939

Después de unas pocas semanas, el número de niños refugiados que llegaban a Gran Bretaña superó el número de plazas de acogida ofrecidas. Como resultado de ello, algunos niños fueron explotados como sirvientes gratuitos y muchos fueron internados en campos de refugiados. A esto se sumaba el sufrimiento de los niños, la mayoría de los cuales no sabían o no comprendían las circunstancias de su partida y muchas veces creían que sus familias los habían rechazado. Otros niños y jóvenes sufrieron porque eran muy conscientes del peligro en el que se hallaban sus padres, hermanos y otros familiares que se quedaron atrás y no podían ayudarlos. Los ayudantes en los campos de recepción, la mayoría de los cuales eran refugiados, tuvieron que lidiar con todos estos problemas.

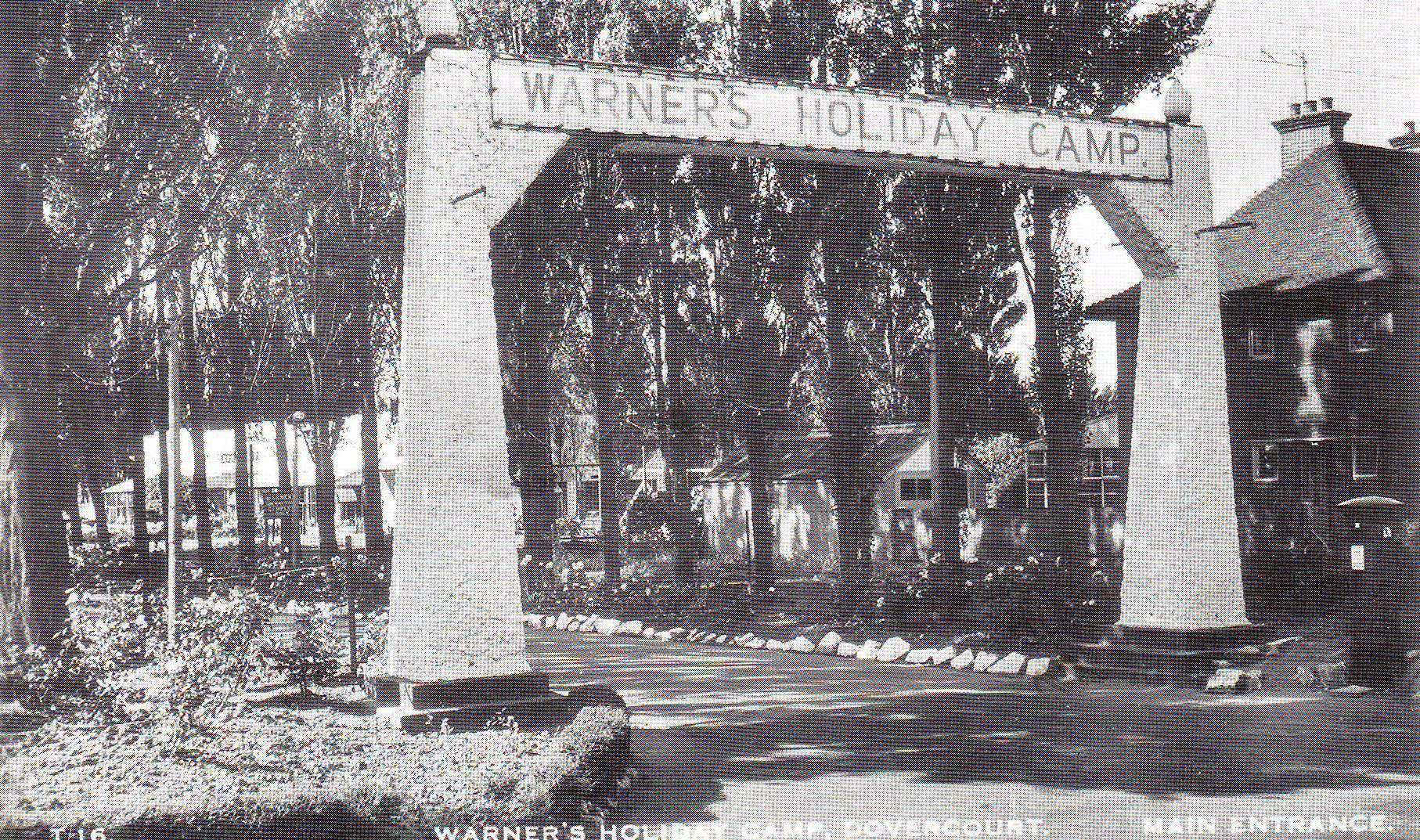
Entrada al campamento de vacaciones de Warner en Dovercourt, que sirvió como campamento de tránsito para muchos niños refugiados (1937).

### Dovercourt y el campo de trabajo en Claydon
Dovercourt es conocida por el trabajo de Anna Essinger, Hanna Bergas y su equipo de la escuela Bunce Court. Anna Essinger describió cómo surgió esta colaboración: “Uno de los comités de refugiados nos pidió a varios de nosotros que ayudáramos a recibir los transportes de niños que habían estado llegando a Inglaterra desde los pogromos en Alemania y Austria. Junto con algunos antiguos ayudantes y varios niños mayores de la escuela, seis de nosotros fuimos a Dovercourt a recibir a los niños”. Su despliegue duró desde diciembre de 1938 hasta finales de enero de 1939.
Dovercourt, cerca de Harwich, donde llegó la mayoría de los niños del Kindertransport, había sido planeado como un campamento de verano para unos 1.000 niños en edad escolar. Según Leslie Baruch Brent, Dovercourt fue uno de los nueve campamentos de vacaciones planificados por Billy Butlin (1899-1980) en el Reino Unido e Irlanda entre 1936 y 1966, algunos de los cuales se convirtieron en centros de detención durante la Segunda Guerra Mundial. El campamento constaba de cabañas livianas y dormitorios, con un salón central para reuniones sociales, comidas y actividades comunitarias. Sin embargo, aquí todo estaba orientado a las operaciones de verano, pero «los días de diciembre y enero pueden ser, y han sido, fríos, grises y húmedos en la costa británica. La lluvia se convirtió poco a poco en nieve. Las habitaciones del campamento habían sido construidas para el verano y, aunque tenían calefacción, eran incómodamente frescas y en ocasiones estaban heladas. El agua en las jarras en las mesas de desayuno que se dejaba por la tarde, se congelaba durante la noche. Nos alegramos de que, a pesar del frío extremo y las condiciones de vida generalmente primitivas, pudiéramos mantener a los jóvenes con bastante buena salud».

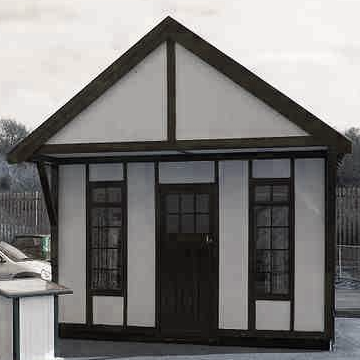
Prototipo de un chalé de Butlin, como también se empleaban en Dovercourt.

En el campamento, la tarea de los tres maestros del equipo de Bunce Court era «ayudar a los niños a adaptarse al ambiente extranjero y a aprender tanto inglés como fuera posible en poco tiempo. Nuestra cuarta persona tenía que organizar la enorme cocina, planificar las comidas y coordinar el trabajo de todas las personas de la cocina, a veces hasta diez. Apenas tuvimos los dormitorios y el gran salón listos para ser ocupados cuando llegó el primer transporte».
Hanna Bergas describió en detalle los esfuerzos y las dificultades que eran necesarios para que los niños tuvieran una acogida razonablemente cómoda al país extranjero, y Leslie Baruch Brent completa su perspectiva con la experiencia de quien había sido niño del Kindertransport. Pero la felicidad de haber ayudado a muchos niños a empezar una nueva vida se vio contrarrestada por experiencias negativas, como resumió Anna Essinger:

Ninguno de nosotros olvidará los días y semanas desgarradores allí. Se salvaron miles de niños, pero estas fueron necesariamente precauciones apresuradas, y tal vez era natural que no se pudieran evitar graves errores; Errores que parecen haber comenzado diciéndoles a los niños que si dejaban a sus padres y venían a Inglaterra, tendrían una vida fácil. Errores de los comités locales que creían que cuanto antes se pudiera colocar a estos niños en familias inglesas, mejor sería para ellos y la comunidad. Ninguno de nosotros conocía a los niños; en muchos casos ni siquiera se conocían los datos escuetos de sus orígenes, y casi nadie conocía a las familias que se ofrecieron a acogerlos. Algunos de estos niños fueron ubicados en ocho o diez familias diferentes durante esos cuatro años, y algunos de los recién llegados a la escuela vinieron aquí como resultado de estas ofertas apresuradas y generosas de acoger a niños desconocidos.
Anna Essinger: Die Bunce Court School (1933–1943), p. 77.

Hanna Bergas también coincidió con esta crítica y se congratuló de que finalmente se hubiera tomado la decisión de ubicar a los niños en casas particulares, internados o en casas de acogida, en lugar de estar en familias sin supervisión. Así, la escuela Bunce Court, similar a la escuela Stoatley Rough, se convirtió en un hogar para un número limitado de niños del Kindertransport:

A Bunce Court se le pidió, o se le permitió, que seleccionara diez niños que consideramos más receptivos a nuestro tipo de educación. Por supuesto, pudimos tomar una decisión mejor que los visitantes de fin de semana porque habíamos vivido con estos niños durante un par de semanas al menos. En retrospectiva, puedo decir que estos diez se beneficiaron enormemente de lo que pudimos hacer por ellos y, al igual que nuestros otros hijos, se convirtieron en adultos felices y útiles tanto como padres como miembros de la especie humana.
Hanna Bergas: "Fifteen Years, p. 42.

Uno de los diez niños a los que se les permitió asistir a la escuela Bunce Court fue Leslie Baruch Brent, que había llegado a Dovercourt en el Kindertransport en 1938, cuando Lothar Baruch tenía trece años. Fue una suerte para él, según recuerda:

Este fue el tercer evento feliz en mi vida que ha tenido un impacto significativo en mi supervivencia, desarrollo y carrera. Solo pasé unas cuatro semanas en el campamento, escapando del "mercado de ganado" y del trauma causado a muchos de los niños que habían sido abandonados por posibles padres adoptivos o ubicados en un entorno poco positivo. ¿Era un niño con suerte, como me recordó mi amado padre en un mensaje de la Cruz Roja de 1942? ¡Pero si!

Pero, a pesar de todo, Hanna Bergas pudo sacar una conclusión positiva de su paso por Dovercourt:

Todos los que habíamos trabajado en Camp Dovercourt teníamos mucha más experiencia cuando cerró el 1 de febrero de 1939. Éramos conscientes del servicio que había prestado y también de cómo se podía mejorar esa tarea si se volviera a necesitar en el futuro. Fuimos entrevistados por gente de la radio y los periódicos para aumentar la ayuda a los refugiados en el mundo antinazi.
Hanna Bergas: Fifteen Years, p. 42.

A pesar de estas críticas positivas, hubo una experiencia en Dovercourt tanto para Hanna Bergas como para Leslie Baruch Brent que los dejó profundamente perturbados. La ocasión fue la reunión de niños refugiados judíos de Alemania y Austria.

Pronto vinieron niños de Viena y me pareció bastante inquietante cuando estalló una extraña pelea con navajas entre los niños mayores de Berlín y Viena. Aquí, los niños judíos que escapaban de los nazis siguieron el ejemplo de una vieja enemistad que parecía existir entre las dos ciudades. ¡Simplemente incomprensible! Al parecer, permitieron que estas rivalidades nacionales desafiaran sus lazos judíos y su experiencia compartida de persecución. Uno solo puede esperar que superen pronto esta tontería. Harry Schwartz recordó en "Y el policía sonrió" que "los alemanes todavía se consideraban alemanes y los austriacos como austriacos; no se veían a sí mismos principalmente como judíos. Cuando piensas en ello, no había explicación.
Leslie Baruch Brent: Ein Sonntagskind?, p. 66, y Hanna Bergas: Fifteen Years, p. 41.

Casi al mismo tiempo que Anna Essinger y Hanna Bergas habían comenzado a trabajar en Dovercourt, uno de los comités de refugiados ascendió a Sophie Friedländer, que se había ofrecido como voluntaria para cuidar de los niños del Kindertransport, para convertirse en líder adjunta del campamento ("Segunda al mando") para otro campamento de vacaciones, en el que se debía cuidar principalmente a niñas mayores de Dovercourt.

La mayoría eran mayores de 16 años, de Viena. Los habían sacado del campamento de Dovercourt porque se temía que pronto habría problemas con los muchos niños de la misma edad y mayores. Así que estas chicas ya estaban de pie en la oficina de correos al mediodía y esperaban ansiosamente el correo de Dovercourt. Para ayudarlos a encontrar alojamiento, al menos teníamos que conocerlos un poco. Por supuesto, los líderes del grupo podían hablar con ellos, y por la noche recopilamos lo que habíamos aprendido de ellos. Todavía no se habían completado todos los trámites para su alojamiento en familias, por lo que se alojaron en el campamento por el momento.
Sophie Friedländer/Hilde Jarecki: Sophie & Hilde. Ein gemeinsames Leben in Freundschaft und Beruf. Ein Zwillingsbuch, de Sophie Friedländer und Hilde Jarecki, editado por Bruno Schonig, editorial Hentrich, Berlin, 1996, ISBN 978-3-89468-229-3, p. 52–64.

Este campamento estaba ubicado en Selsey Bill. Sophie Friedländer describe las dificultades de establecer estructuras para la vida cotidiana en el campamento en muy poco tiempo y con un equipo variopinto. Pero ella no tenía mucho tiempo para eso. Quince días más tarde, el campamento fue inspeccionado por un comité de Londres, que incluía a la esposa de Norman Bentwich, Helen Bentwich, y poco después se le envió a Dovercourt. Sophie Friedländer deja abierto cuándo sucedió exactamente esto, pero parece haber sido después de la época en que Anna Essinger y Hanna Bergas todavía trabajaban en Dovercourt, porque ninguno de sus tres informes sobre su trabajo en Dovercourt menciona que se habían reunido allí. Además, Friedländer informa que trabajó en Dovercourt hasta después de Semana Santa, mientras que Hanna Bergas (ver arriba) asumió que el campamento se habría cerrado el 1 de febrero de 1939.
El motivo del traslado de Sophie Friedländer a Dovercourt, donde en ese momento estaban alojados unos 500 niños y jóvenes, "principalmente chicos mayores de 16 años que habían sido rescatados directamente de los campos de concentración",  fueron los desacuerdos entre el personal y el director del campamento. Friedländer debía evaluar la situación e informar a un superior. Lo hizo a la mañana siguiente de su llegada. El director del campamento fue reemplazado inmediatamente por un empleado muy querido por el resto del personal, y Friedländer permaneció como "oficial seleccionador". A partir de entonces, su tarea fue encontrar trabajo para los residentes del campamento fuera del mismo, principalmente en familias que estuvieran dispuestas a hacerlo. Al igual que Leslie Baruch Brent, Sophie Friedländer también informó de las dificultades para encontrar un lugar para los niños y jóvenes, que a menudo fue percibida por ellos como un mercado de ganado (Cattle Market).
Después de la Pascua de 1939, el campamento de Dovercourt se cerró y los últimos 200 niños y un pequeño grupo de niños de la guardería fueron alojados en el antiguo asilo (workhouse) de Claydon (Essex). Sophie Friedländer formaba parte del equipo directivo allí, junto con un protestante inglés y un católico irlandés. La tarea principal seguía consistiendo en encontrar lugares familiares para los niños restantes o trabajo para los mayores.
Las condiciones higiénicas en el asilo no eran muy agradables. Friedländer informa de enormes cantidades de polvo y la presencia de ratas. La situación empeoró a lo largo del año:

Mientras tanto, no sólo teníamos una epidemia de sarna, que mantenía ocupados todos los días a los médicos de Berlín y Viena, sino que también había casos de escarlatina y difteria, al menos en portadores de bacilos. Esto significó para todos nosotros la cuarentena, que se alargó una y otra vez con y sin nuevos casos, que curiosamente solo afectó a los reclusos alemanes y austriacos. Los ingleses e irlandeses aparentemente eran inmunes y podían continuar con sus visitas diarias a los bares.

La gestión conjunta del campamento terminó con el estallido de la Segunda Guerra Mundial. El miembro inglés del equipo directivo se declaró líder único y pronunció un discurso ante los residentes del campamento reunidos: “Es la guerra y ahora todos estáis en territorio enemigo. Cualquiera que critique algo sobre la gestión del campamento, critica al gobierno y será internado. Otra consecuencia del estallido de la guerra fue que disminuyeron las posibilidades de los niños y jóvenes de hacer amigos fuera del campamento:

Ahora se han agotado las ofertas para alojar a los chicos. No solo eso: para muchos niños que ya estaban colocados en familias, había una renovada amenaza de inseguridad, se reclutaron padres de familia; criar un hijo adicional podría convertirse en un problema. En ese momento, se crearon hogares residenciales para niños y jóvenes refugiados en casi todas las ciudades más grandes. Fueron apoyados por comités locales y dirigidos por cuidadores de refugiados, lo que se convirtió en una bendición para muchos niños. Aquí, en lugar de en una familia, podrían mantener colectivamente la conexión con su pasado, que consideramos absolutamente importante para un desarrollo posterior saludable.

Hacia fines de 1939, Sophie Friedländer, en consulta con varios colegas, trató de informar al departamento superior de Londres sobre las condiciones cada vez más insoportables en el campamento. Poco antes de Navidad llegó la respuesta por escrito: "Sus servicios ya no son necesarios”. Cuando Sophie Friedländer y un colega intentaron intervenir personalmente en Londres, les dijeron: "Si no te gusta, puedes volver al lugar de donde viniste".  Friedländer ya no informó qué pasó con los niños y jóvenes restantes.

### Instituciones posteriores
A la hora de cuidar a los niños y jóvenes después de su paso por los campos de acogida, cobraron mayor importancia instalaciones aún hoy poco conocidas en Alemania: las granjas escuela y los albergues para refugiados. Estos no solo eran una adición al alojamiento familiar para los niños que habían huido, sino también una alternativa consciente a este. Rebekka Göpfert describe los antecedentes políticos que jugaron un papel en la fundación de las granjas y señala los diferentes intereses de las organizaciones que se ocupaban de los niños refugiados judíos: la Aliyá Joven y el Movimiento para los Niños Refugiados (RCM), la columna vertebral organizativa del Kindertransport.'

A diferencia del RCM, la Aliyá Joven se opuso, por principio, a la colocación de niños en familias de acogida, incluidas las judías, ya que dicha colocación no los prepararía adecuadamente para la vida en los kibutz de Palestina. Por lo tanto, se compraban o arrendaban fincas específicamente para este fin, en las que trabajarían los niños. Dado que la capacidad de estas granjas no era suficiente para albergar a todos los niños, se distribuyeron en granjas inglesas que estuvieran lo más cerca posible entre sí, a fin de poder organizar un programa conjunto por las tardes y los fines de semana.
Rebekka Göpfert: Der jüdische Kindertransport von Deutschland nach England 1938/39, p. 124–125.  Göpfert se equivoca, sin embargo, cuando dice que Millisle Farm debió ser cerrada pronto. La instalación existió hasta 1948.

Goepfert informa sobre 20 centros Hajshará en Gran Bretaña, en los que se dice que no solo se alojaron niños, sino también jóvenes y adultos. Entre ellos figuraban los siguientes:
| - Casa Wittingehame - En Kent: - Gran Escuela Agrícola de Engham y - Pine Trees - Viveros Hale, cerca de Bournemouth - Castillo de Landough en Gales, cerca de Cardiff | - Castillo de Gwtych, en el norte de Gales. - En Irlanda del Norte - Castillo de Clonin - Granja Millisle - Bydon |

Los campos de Kent tuvieron que cerrarse cuando estalló la guerra porque estaban en una zona en la que se esperaban ataques alemanes contra Gran Bretaña. En esta zona no se permitía la estancia de extranjeros enemigos, por lo que también se retenía a refugiados jóvenes y adultos nacidos en Alemania. Bydon se creó para reemplazar los dos campos.
La formación practicada en las granjas escuelas mencionadas estaba subordinada al objetivo de preparar la emigración a Palestina. Por lo tanto, era importante el aprender el idioma hebreo y la adquisición práctica y teórica de conocimientos manuales y agrícolas básicos. Además, se impartían las materias habituales del colegio inglés.
Según la edad, la educación de los niños implicaba más o menos trabajo duro en su propia finca o en una finca vecina. Además de la finalidad puramente formativa, este trabajo agrícola también sirvió para asegurar su propio abastecimiento.
Sin embargo, una parte importante del concepto detrás de las granjas juveniles también era asegurar el bienestar psicológico de los niños y jóvenes, como se había discutido anteriormente. Este objetivo fue servido por eventos y actividades conjuntas por la noche y los fines de semana, en los que siempre se trató de contrarrestar la pérdida del hogar y del hogar familiar con experiencias y sentimientos positivos. Göpfert asume “que el cuidado emocional de los niños en un hogar así era generalmente más intenso o afectuoso que en las familias inglesas.
Además de las instalaciones mencionadas por Göpfert, solo en Escocia había varios alojamientos comunitarios para los niños y jóvenes del Kindertransport:
- Albergue Garnethill en Glasgow
- "Un albergue cuáquero para mujeres y niñas, ubicado al otro lado de la sinagoga en Renfrew Street, de 1940 a 1942. Este albergue cobijaba a quince personas a la vez, en su mayoría adultos. [...]"
- Polton House, cerca de Dalkeith en Midlothian y otros en Birkenward, Skelmorlie en Ayrshire, Ernespie House (Castle Douglas) y The Priory en Selkirk.[39]

Sophie Friedländer y Hilde Jarecki fundaron y administraron dos alojamientos comunitarios: el Refugee Hostel Birmingham (1942-1943) y el Refugee Hostel Reading (1943-1955).
Los niños y jóvenes recibieron además ayuda de varias organizaciones en el exilio y de instituciones creadas por emigrantes alemanes. La educadora Anna Essinger ya había huido a Inglaterra en 1933 con 66 niños y más tarde acogió a refugiados de los ‘’Kindertransporte’’ en su internado Bunce Court School. Organizaciones como la FDJ en Gran Bretaña también atendieron a los niños y jóvenes desplazados. Entre 1941 y 1945 la FDJ tenía “alrededor de 750 miembros en Inglaterra. Alrededor de 100 de ellos regresaron a Alemania.

## Trauma sufrido por los niños
Los niños experimentaron un trauma extremo durante su extensa experiencia en el ‘’Kindertransport’’. Esto se presenta a menudo en términos muy personales. Los detalles exactos de este trauma, y cómo lo sintió el niño, dependían de la edad del mismo en el momento de la separación y de los detalles de su experiencia total hasta el final de la guerra, e incluso después. El trauma primario fue la separación real de los padres, teniendo en cuenta la edad del niño. La forma en que se explicó esta despedida fue muy importante: por ejemplo, "vas a emprender una aventura emocionante" o "vas a hacer un viaje corto y nos veremos pronto". Los niños más pequeños, quizás de seis años o menos, generalmente no aceptaban tal explicación y exigían quedarse con sus padres. Hay muchos registros de lágrimas y gritos en las distintas estaciones de tren donde tuvo lugar la despedida. Incluso para los niños mayores, "más dispuestos a aceptar la explicación de los padres", en algún momento se dieron cuenta de que estarían separados de sus padres por un tiempo largo e indefinido. Los niños más pequeños no tenían un sentido del tiempo desarrollado, y para ellos el trauma de la separación fue total desde el principio.
Tener que aprender un nuevo idioma, en un país donde no se entendía el alemán o el checo nativo del niño, era otra causa de estrés. Tener que aprender a convivir con extraños, que solo hablaban inglés, y aceptarlos como "pseudo-padres", fue un trauma. En la escuela, los niños ingleses veían a menudo a los niños como "enemigos alemanes" en lugar de "refugiados judíos".
Antes de que comenzara la guerra el 1 de septiembre de 1939, e incluso durante la primera parte de la guerra, algunos padres pudieron escapar de Hitler, llegar a Inglaterra y luego reunirse con sus hijos. Pero esta fue la excepción, pues la mayoría de los padres fueron asesinados por los nazis.
Los mayores tomaron plena conciencia de la guerra en Europa durante 1939-1945 y sus detalles, y comprenderían y se preocuparían por sus padres. Durante la última parte de la guerra, es posible que se hayan dado cuenta del Holocausto y de la amenaza directa real para sus padres judíos y su familia en general. Después de que terminara la guerra en 1945, casi todos los niños se enteraron tarde o temprano de que sus padres habían sido asesinados.
Mark Jonathan Harris, cuya película Into the Arms of Strangers: Stories of the Kindertransport ganó el Oscar al mejor largometraje documental en 2000, describe cómo se dejó que los niños procesaran sus experiencias por sí mismos:

El destino de los niños y su historia posterior muestran rastros duraderos de la traumatización. Muchos no volvieron a ver nunca a sus padres, e incluso si la madre o el padre estaban entre los sobrevivientes al final del régimen nazi, por lo general ya no se establecieron relaciones normales. La depresión y los trastornos de pareja, los miedos de todo tipo, la inquietud y la desconfianza son especialmente comunes entre los niños, las consecuencias de una pérdida traumática de la identidad. Además, está la 'culpa de los sobrevivientes': al igual que las personas que, como 'niños ocultos', escaparon de la maquinaria de exterminio nazi bajo una identidad falsa, a los niños de la operación de rescate no se les permitió llorar por lo que habían sufrido, ni del medio ambiente ni de su propia conciencia,
Mark Jonathan Harris

En noviembre de 2018, con motivo del 80 aniversario del programa Kindertransport, el gobierno alemán anunció que haría un pago de 2.500 € (unos 2.800 dólares estadounidenses en ese momento) a cada uno de los Kinder que aún estaban vivos. Esta fue una cantidad simbólica, pero representó un reconocimiento y una aceptación explícitos del inmenso daño que se le había hecho a cada niño, tanto psicológica como materialmente.

## Transporte y finalización del programa
Los nazis habían decretado que las evacuaciones no debían bloquear los puertos de Alemania, por lo que la mayoría de los transportes iban en tren a los Países Bajos, luego a un puerto británico, generalmente Harwich, en ferry desde Hoek van Holland cerca de Róterdam. Desde el puerto, un tren llevaba algunos de los niños a la estación de Liverpool Street en Londres, donde eran recibidos por sus padres adoptivos voluntarios. Los niños sin familias de acogida preestablecidas eran albergados en centros de detención temporal en campamentos de vacaciones de verano como Dovercourt y Pakefield. Mientras que la mayoría de los transportes se hacían en tren, algunos también se hacían en barco, y otros en avión. El primer Kindertransport fue organizado y dirigido por Florence Nankivell. Pasó una semana en Berlín, acosada por la policía nazi, organizando a los niños. El tren salió de Berlín el 1 de diciembre de 1938 y llegó a Harwich el 2 de diciembre con 196 niños. La mayoría eran de un orfanato judío de Berlín incendiado por los nazis durante la noche del 9 de noviembre, y los demás eran de Hamburgo.

Monumento a Flor Kent en la estación de Liverpool Street, reubicado en el vestíbulo de la estación en 2011

El primer tren de Viena partió el 10 de diciembre de 1938 con 600 niños. Este fue el resultado del trabajo de Gertruida Wijsmuller-Meijer, organizadora holandesa del Kindertransport, activa en este campo desde 1933. Fue a Viena con el propósito de negociar directamente con Adolf Eichmann, pero fue rechazada. Sin embargo, perseveró, hasta que finalmente, como escribió en su biografía, Eichmann "entregó" repentinamente a 600 niños con la clara intención de sobrecargarla y hacer imposible un transporte en tan poco tiempo. No obstante, Wijsmuller-Meijer logró enviar a 500 de los niños a Harwich, donde fueron alojados en un campamento de vacaciones cercano en Dovercourt, mientras que los 100 restantes encontraron refugio en los Países Bajos.
Muchos representantes fueron con los grupos desde Alemania a los Países Bajos, o se reunieron con ellos en la estación de Liverpool Street en Londres y se aseguraron de que hubiera alguien allí para recibir y cuidar a cada niño. Entre 1939 y 1941, 160 niños sin familias adoptivas fueron enviados a la Escuela Agrícola de Whittingehame en East Lothian, Escocia. La finca de Whittingehame había sido el hogar de la familia de Arthur Balfour, ex primer ministro del Reino Unido y, en 1917, autor de la Declaración Balfour.
El RCM se quedó sin dinero a fines de agosto de 1939 y decidió que no podía aceptar más niños. El último grupo de niños salió de Alemania el 1 de septiembre de 1939, el día en que Alemania invadió Polonia, y dos días después Gran Bretaña, Francia y otros países declararon la guerra a Alemania. Un grupo salió de Praga el 3 de septiembre de 1939, pero fue enviado de regreso.

## Grupos escultóricos en laRuta del Kindertransport
Creado a partir de la experiencia personal, los grupos escultóricos de Frank Meisler muestran tanto similitudes como diferentes detalles de diseño y desde entonces se han convertido en la ruta europea del transporte infantil. En diferentes lugares, los memoriales muestran a dos grupos de niños y jóvenes de espaldas esperando un tren. Representado en diferentes colores, el grupo de los rescatados es superado en número, ya que la mayoría de los niños judíos (más de 1 millón) perecieron en los campos de exterminio nazis.
- 2006: Kindertransport – La llegada por iniciativa del Príncipe Carlos hay un monumento al Kindertransport en la estación de Londres Liverpool Street, donde llegaron los niños de Hoek van Holland.
- 2008: Monumento al Transporte Infantil. Züge ins Leben - Züge in den Tod: 1938–1939 (Trenes a la vida - trenes a la muerte) en la estación Berlin Friedrichstraße para el rescate de 10.000 niños judíos, que viajaron desde aquí a Londres. El monumento fue inaugurado el 30 de noviembre de 2008.
- 2009: Kindertransport - Die Abreise (La partida). A petición del alcalde de Danzig, Paweł Adamowicz, Frank Meisler diseñó otro grupo de esculturas infantiles en mayo de 2009, en memoria de los 124 niños que partieron.
- 2011: Travesía del Canal a la vida. Monumento a los 10.000 niños judíos que viajaron desde Hook van Holland hasta Harwich. El periódico De Rotterdam er del 11 de noviembre de 1938 se representa, junto al niño sentado, con los mensajes La admisión de niños judíos alemanes y Miles de judíos deben abandonar Alemania.
- 2015: Kindertransport – Der letzte Abschied (La despedida final), en la estación Hamburg Dammtor.

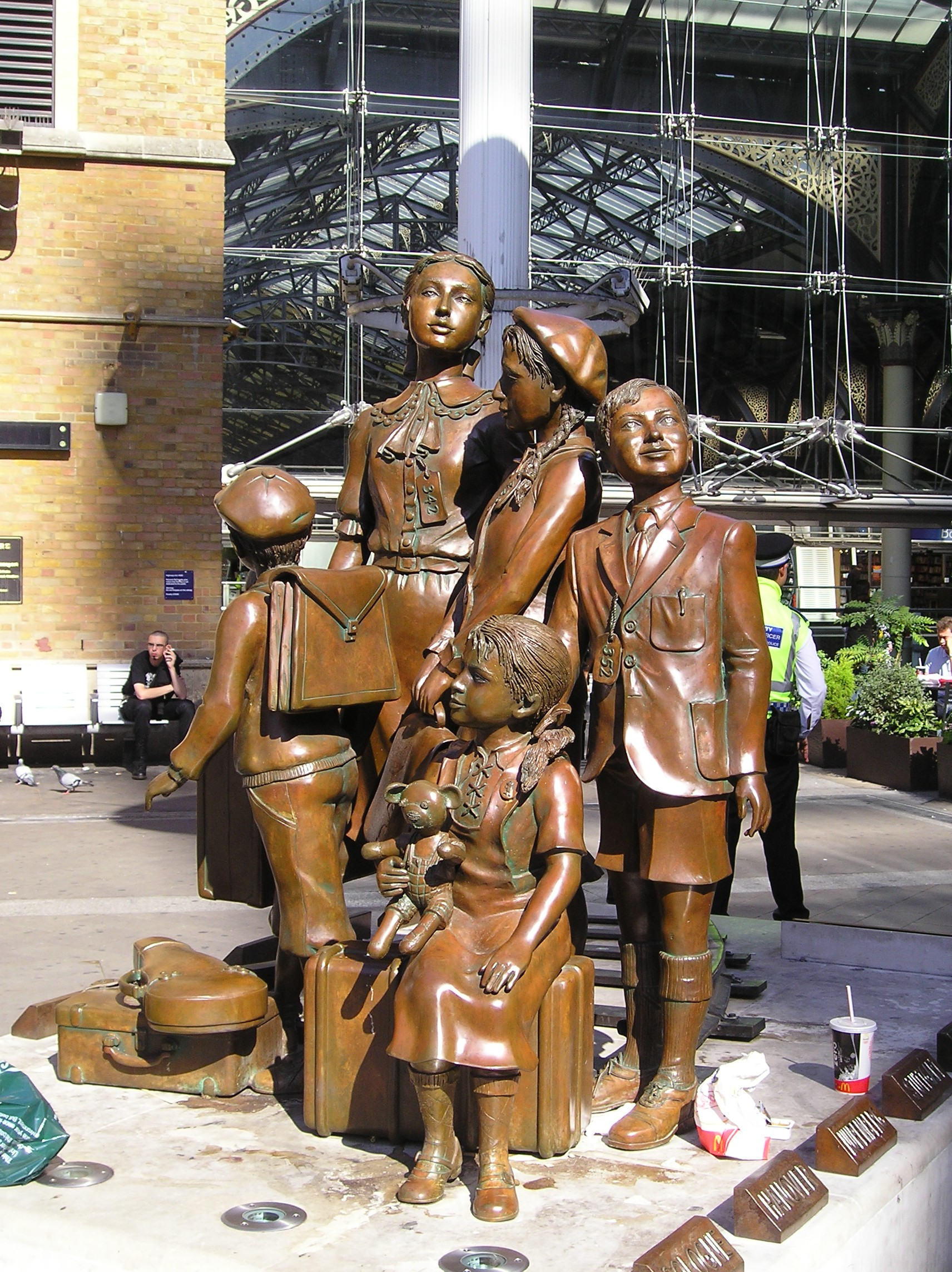
Kindertransport – The Arrival, estación de Liverpool Street, Londres
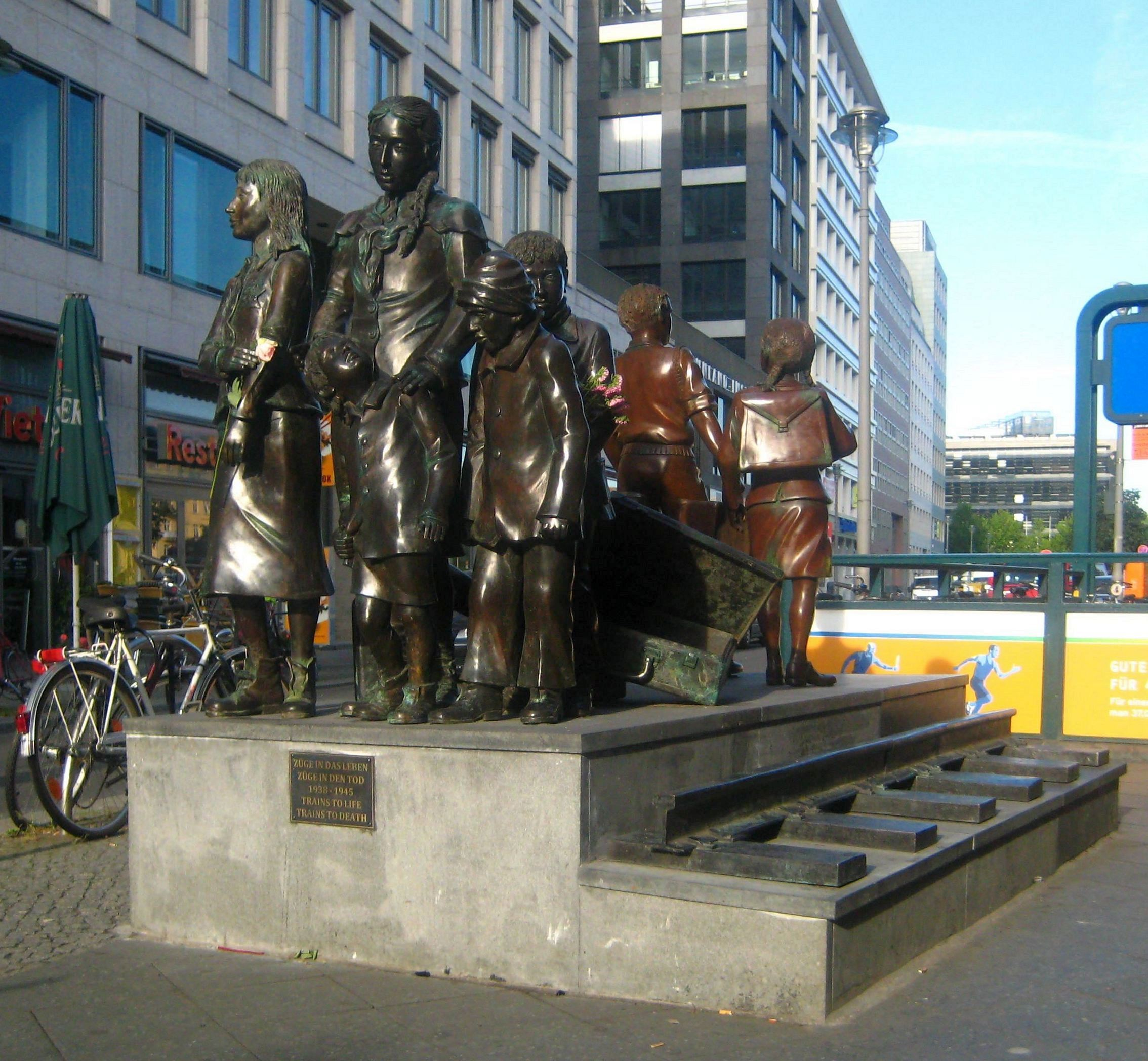
Züge ins Leben – Züge in den Tod: 1938–1939 - Trenes a la vida – trenes a la muerte, estación Friedrichstraße, Berlín
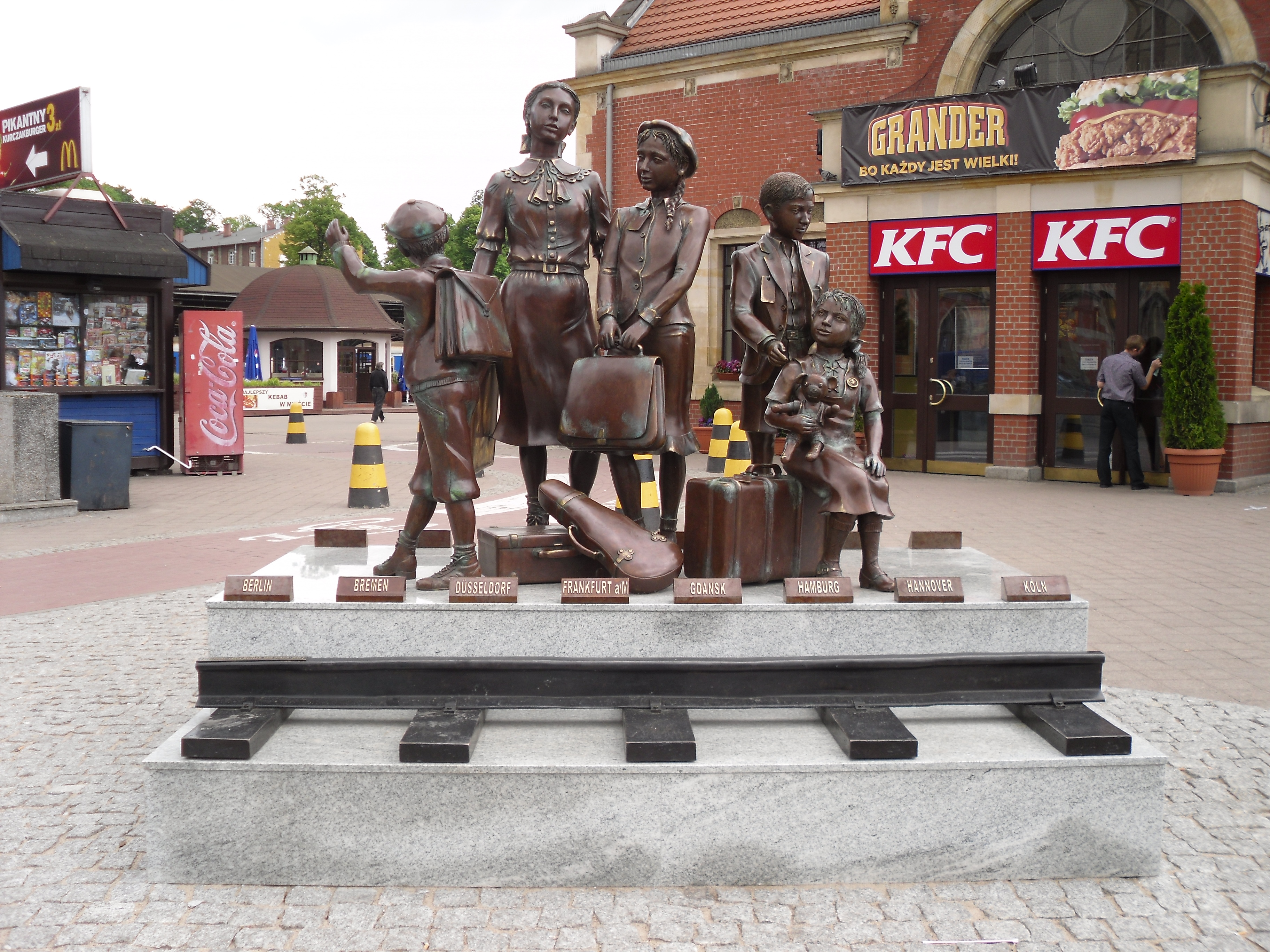
Die Abreise - La salida frente a la estación Gdańsk Główny
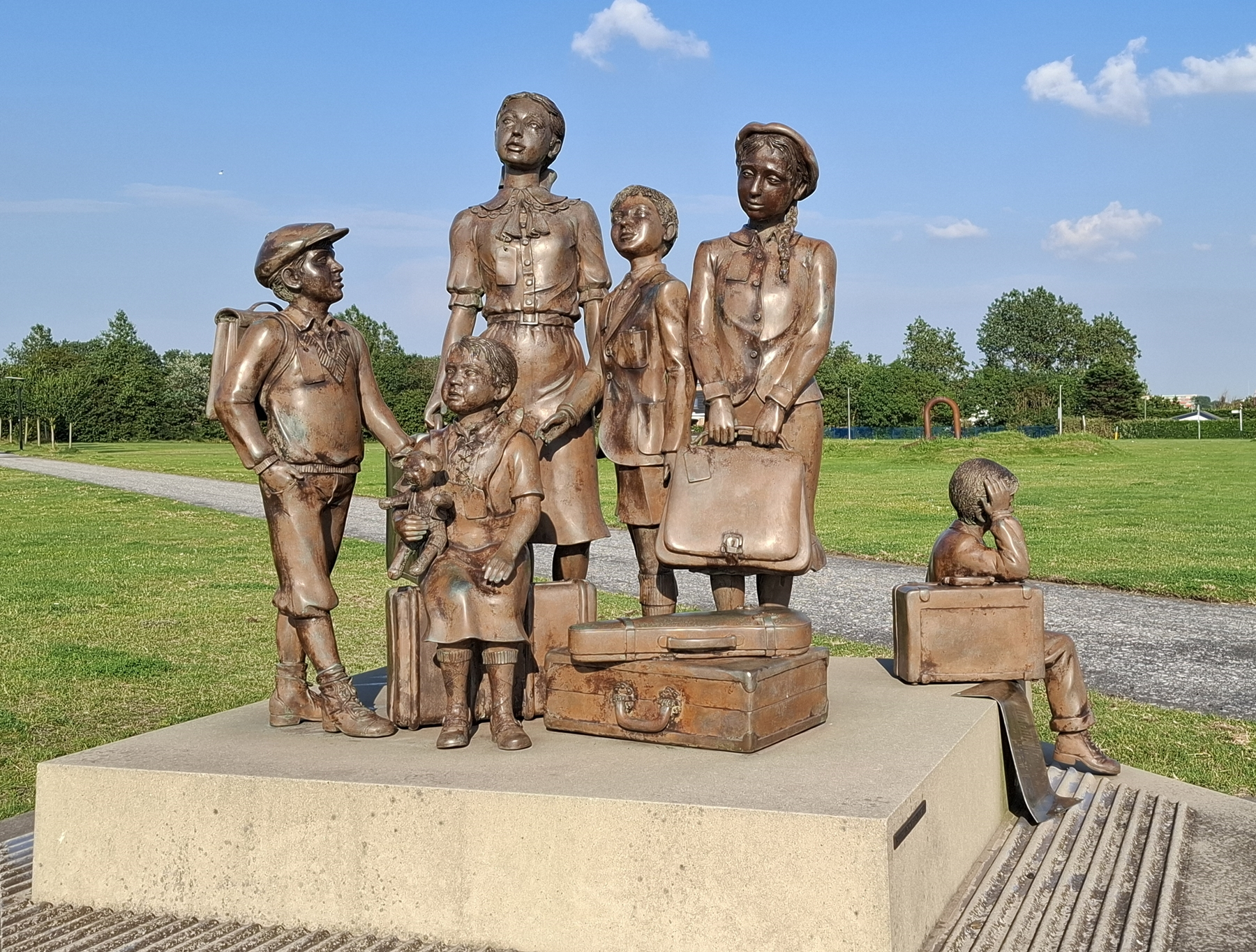
Kindertransport Monument Hoek van Holland Channel Crossing to Life, Hook van Holland
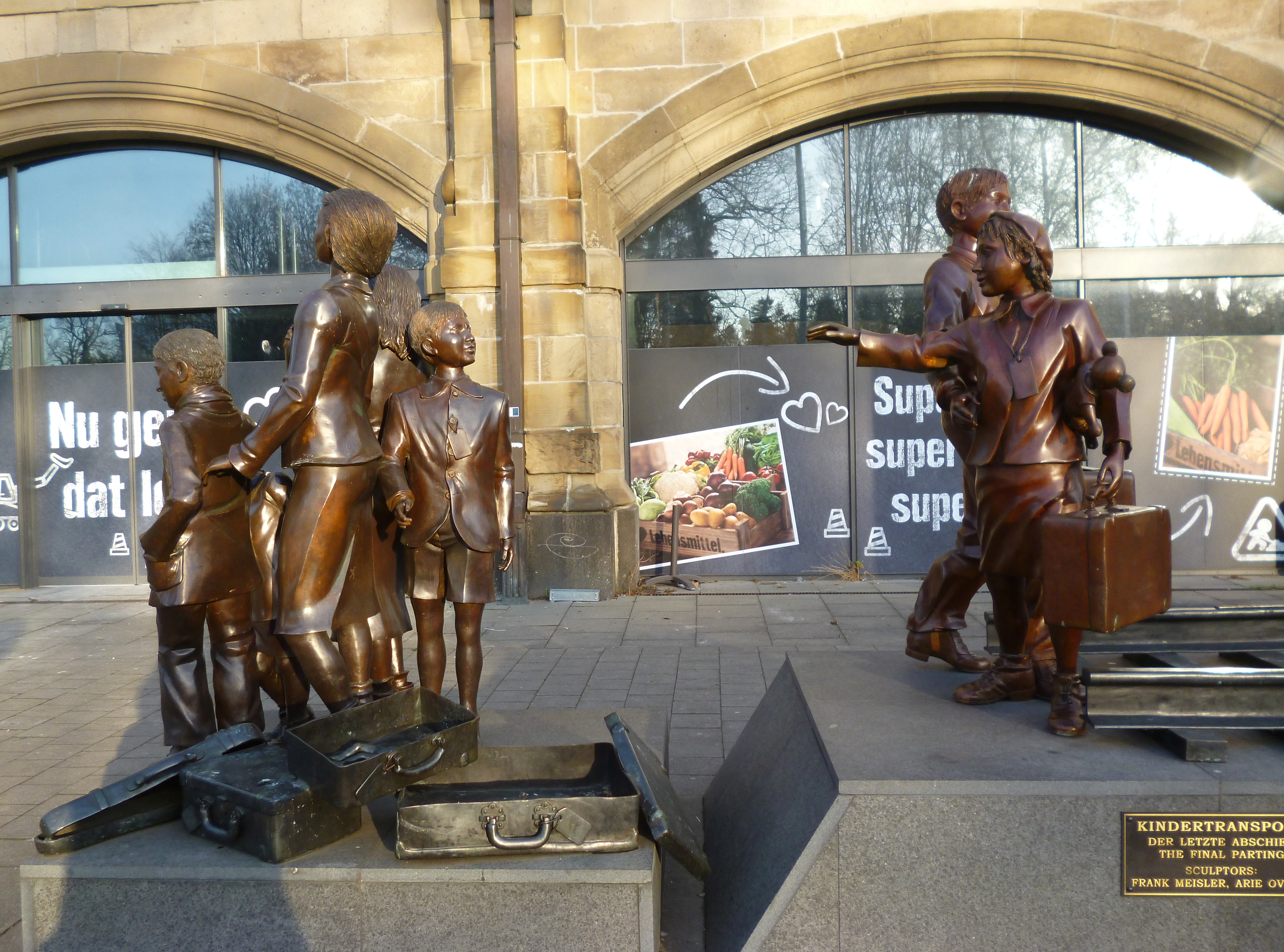
Kindertransport – Der letzte Abschied - La despedida final, estación de Hamburgo Dammtor

## Hostales en Habonim
Varios miembros de Habonim, un movimiento juvenil judío inclinado al socialismo y al sionismo, jugaron un papel decisivo en el funcionamiento de los albergues rurales del suroeste de Inglaterra. A estos miembros de Habonim se les impidió ir a vivir al kibutz debido a la guerra.

## Registros
Los registros de muchos de los niños que llegaron al Reino Unido a través del Kindertransport son mantenidos por World Jewish Relief a través de su Comité de Refugiados Judíos.

## Recuperación
Al final de la guerra, hubo grandes dificultades en Gran Bretaña cuando los niños del ‘’Kindertransport’’ intentaron reunirse con sus familias. Las agencias se vieron inundadas con solicitudes de niños que buscaban a sus padres o a cualquier miembro sobreviviente de su familia. Algunos de los niños pudieron reunirse con sus familias, a menudo viajando a países lejanos para hacerlo. Otros descubrieron que sus padres no habían sobrevivido a la guerra. En su novela sobre el Kindertransport titulada The Children of Willesden Lane, Mona Golabek describe con qué frecuencia los niños que no tenían familias se vieron obligados a abandonar las casas en que se habían alojado durante la guerra para dar cabida a los niños más pequeños que entraban al país.

## Impulsores

### Nicholas Winton
Antes de la Navidad de 1938, Nicholas Winton, un corredor de bolsa británico de origen judío alemán de 29 años, viajó a Praga para ayudar a un amigo involucrado en el trabajo de refugiados judíos. Bajo la vaga dirección del Comité Británico para los Refugiados de Checoslovaquia, encabezado por Doreen Warriner, Winton pasó tres semanas en Praga compilando una lista de niños en Checoslovaquia, en su mayoría judíos, que eran refugiados de la Alemania nazi. Luego regresó a Gran Bretaña con el objetivo de cumplir con los requisitos legales para traer a los niños a Gran Bretaña y encontrarles un hogar. Trevor Chadwick se quedó atrás para dirigir el programa infantil en Checoslovaquia. La madre de Winton también trabajó con él para ubicar a los niños en hogares y luego en albergues, con un equipo de patrocinadores de grupos como el Club Rotario de Maidenhead y el Comité de Refugiados de Rugby. A lo largo del verano, colocó anuncios buscando familias británicas para acogerlos. Un total de 669 niños fueron evacuados de Checoslovaquia a Gran Bretaña en 1939 gracias al trabajo de Chadwick, Warriner, Beatrice Wellington, voluntarios cuáqueros y otros que trabajaron en Checoslovaquia mientras Winton estaba en Gran Bretaña. El último grupo de niños, que salió de Praga el 3 de septiembre de 1939, fue rechazado porque los nazis habían invadido Polonia: el comienzo de la Segunda Guerra Mundial.
El trabajo del BCRC en Checoslovaquia fue poco conocido hasta 1988, cuando los niños refugiados celebraron una reunión. En ese momento, la mayoría de las personas que habían trabajado en el transporte de niños en Checoslovaquia habían muerto y Winton se convirtió en el símbolo de la ayuda británica a los refugiados que huían de los nazis, especialmente los refugiados judíos, antes de la Segunda Guerra Mundial.

### Wilfrid Israel
Wilfrid Israel (1899–1943) fue una figura clave en el rescate de judíos de Alemania y la Europa ocupada. Advirtió al gobierno británico, a través de Lord Samuel, de la inminente noche de los cristales rotos en noviembre de 1938. A través de un agente británico, Frank Foley, oficial de pasaportes en el consulado de Berlín, mantuvo informada a la inteligencia británica de las actividades nazis. Hablando en nombre de la Reichsvertretung (la organización comunitaria judía alemana) y el Hilfsverein (el organismo de autoayuda), instó a un plan de rescate en el Ministerio de Relaciones Exteriores y ayudó a los cuáqueros británicos a visitar comunidades judías en toda Alemania para demostrarle al gobierno británico que los padres judíos estaban realmente preparados para separarse de sus hijos.

### Rabino Salomón Schonfeld
El rabino Solomon Schonfeld trajo a 300 niños que practicaban el judaísmo ortodoxo, bajo los auspicios del Consejo de Emergencia Religiosa del Gran Rabino. Albergó a muchos de ellos en su casa de Londres durante un tiempo. Durante el Blitz, encontró para ellos en el campo hogares de acogida, a menudo no judíos. Para asegurar que los niños siguieran las leyes dietéticas judías (Kashrut), les indicó que les dijeran a los padres adoptivos que son vegetarianos que comen pescado. También salvó a un gran número de judíos con documentos de protección sudamericanos. Trajo a Inglaterra varios miles de jóvenes, rabinos, maestros, matarifes rituales y otros funcionarios religiosos.

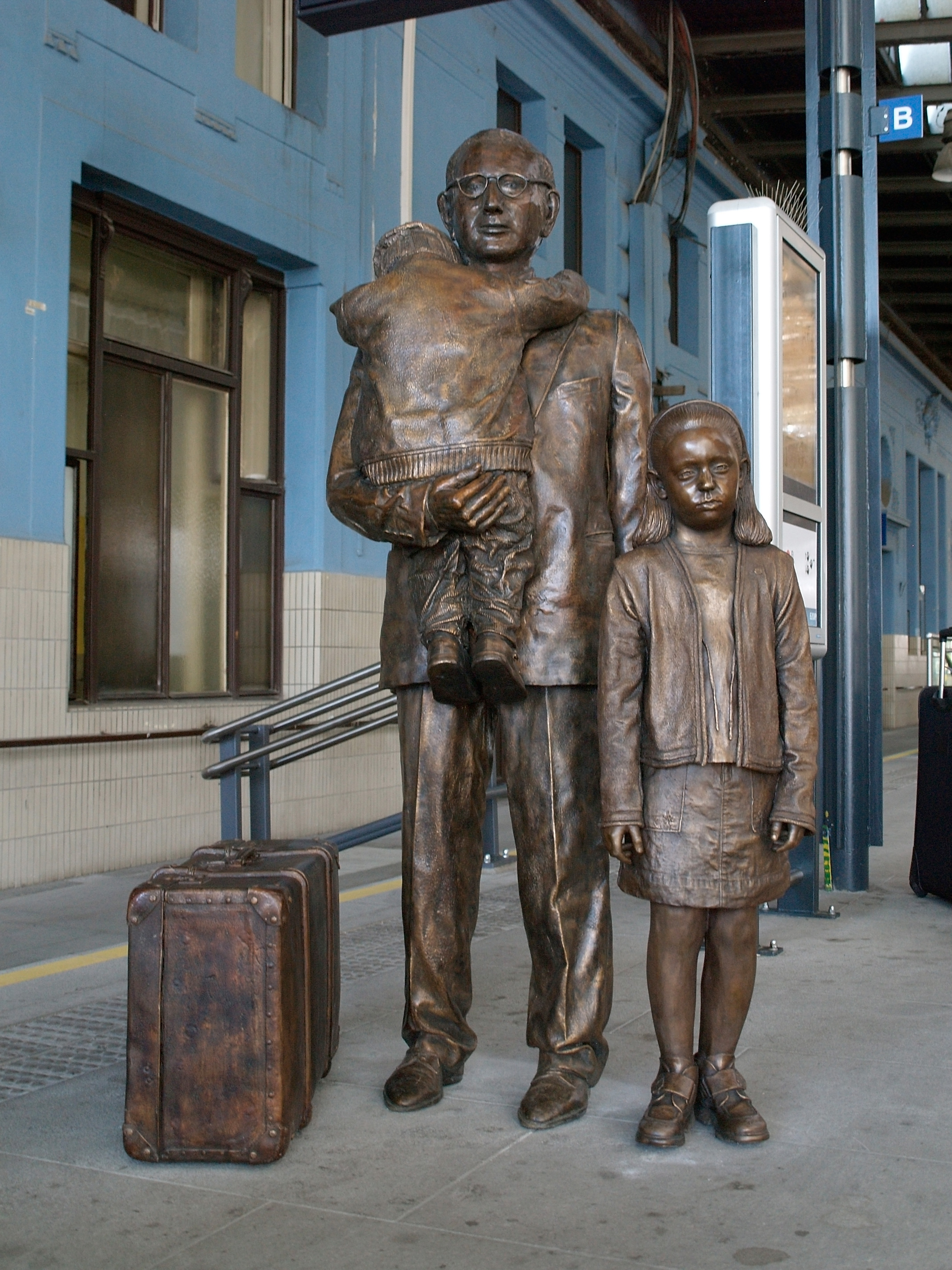
Monumento a Nicholas Winton en la Estación Central de Praga

## Internamiento y servicio de guerra
En junio de 1940, Winston Churchill, el primer ministro británico, ordenó el internamiento de todos los refugiados varones de 16 a 70 años de edad de países enemigos. – los llamados 'extranjeros enemigos amistosos' (un término incongruente). Una historia completa de este episodio de internamiento se da en el libro Collar the Lot!.
Muchos de los niños que habían llegado en años anteriores ahora eran hombres jóvenes, por lo que también fueron internados. Aproximadamente 1.000 de estos prior-kinder fueron internados en estos campos de internamiento, muchos en la Isla de Man. Alrededor de 400 fueron transportados al extranjero a Canadá y Australia (ver HMT Dunera).
El transatlántico rápido sin escolta SS Arandora Star fue hundido por el submarino alemán U-47 el 2 de julio de 1940. Muchos de sus 1213 refugiados e internados alemanes, italianos y austriacos (también llevaba 86 prisioneros de guerra alemanes) eran niños ex-Kindertransport. Hubo dificultades para botar los botes salvavidas y, como resultado, 805 personas murieron del complemento original de 1673. Esto llevó a la evacuación de niños británicos en transatlánticos de pasajeros bajo la Junta de Recepción de Niños en el Extranjero y el Comité de Estados Unidos para el Cuidado de Niños Europeos para ser protegidos por convoyes.
Cuando los internos del campo cumplieron 18 años, se les ofreció la oportunidad de hacer trabajo de guerra o ingresar al Cuerpo de Pioneros Auxiliares del Ejército. Alrededor de 1.000 niños de primaria alemanes y austriacos que alcanzaron la edad adulta sirvieron en las fuerzas armadas británicas, incluso en unidades de combate. Varias docenas se unieron a formaciones de élite como las Fuerzas Especiales, donde sus habilidades lingüísticas se aprovecharon durante el desembarco de Normandía y, posteriormente, cuando los aliados avanzaron hacia Alemania. Uno de ellos fue Peter Masters, quien escribió un libro que orgullosamente tituló Striking Back.
Casi todos los "extranjeros enemigos amistosos" internados eran refugiados que habían huido de Hitler y el nazismo, y casi todos eran judíos. Cuando se conoció la política de internamiento de Churchill, hubo un debate en el Parlamento. Muchos discursos expresaron horror ante la idea de internar a los refugiados, y una votación abrumadora instruyó al Gobierno a "deshacer" el internamiento.

## Reino Unido y Estados Unidos
Los Mil Niños (One Thousand Children, OTC) es una designación, creada en 2000, que se utiliza para referirse a los aproximadamente 1.400 niños judíos que fueron rescatados de la Alemania nazi y otros países europeos amenazados o ocupados por los nazis, y que fueron llevados directamente a los Estados Unidos durante el período 1934-1945. La expresión "Mil niños" solo se refiere a aquellos niños que llegaron solos y dejaron a sus padres en Europa. En casi todos los casos, sus padres no pudieron escapar con sus hijos, porque no pudieron obtener las visas necesarias, entre otras razones. Más tarde, casi todos estos padres fueron asesinados por los nazis.
En contraste con el Kindertransport, donde el gobierno británico eliminó los requisitos de visa de inmigración, los niños OTC no recibieron asistencia de inmigración de visa del gobierno de los Estados Unidos. Además, está documentado que el Departamento de Estado deliberadamente hizo muy difícil que cualquier refugiado judío obtuviera una visa de entrada.
En 1939, el senador Robert F. Wagner y el representante. Edith Rogers propuso el proyecto de ley Wagner-Rogers en el Congreso de los Estados Unidos. Este proyecto de ley admitía a 20.000 niños refugiados judíos no acompañados menores de 14 años en los Estados Unidos desde la Alemania nazi. Sin embargo, en febrero de 1939, este proyecto de ley no logró la aprobación del Congreso.

## Personas notables salvadas
Varios niños salvados por Kindertransport se convirtieron en figuras destacadas de la vida pública, y dos (Walter Kohn, Arno Penzias) se convirtieron en ganadores del Premio Nobel. Éstos incluyen:
- Benjamin Abeles (de Checoslovaquia), físico
- Yosef Alon (de Checoslovaquia), oficial militar israelí y piloto de combate que se desempeñó como agregado aéreo y naval en los Estados Unidos, asesinado en circunstancias sospechosas en Maryland en 1973.
- Alfred Bader (de Austria), químico, empresario y filántropo canadiense
- Ruth Barnett (de Alemania), escritora británica
- Leslie Brent (de Alemania), inmunóloga británica
- Julius Carlebach (de Alemania), sociólogo, historiador y rabino británico
- Rolf Decker (de Alemania), futbolista profesional, olímpico e internacional estadounidense
- Alfred Dubs, Baron Dubs (de Checoslovaquia), político británico
- Susan Einzig (de Alemania), ilustradora de libros y profesora de arte británica
- Hedy Epstein (de Alemania), activista política estadounidense
- Rose Evansky (de Alemania), peluquera británica
- Walter Feit (de Austria), matemático estadounidense
- John Grenville (de Alemania), historiador británico
- Hanus J. Grosz (de Checoslovaquia), psiquiatra y neurólogo estadounidense
- Karl W. Gruenberg (de Austria), matemático británico
- Heini Halberstam (de Checoslovaquia), matemático británico
- Geoffrey Hartman (de Alemania), crítico literario estadounidense
- Eva Hesse (de Alemania), artista estadounidense
- David Hurst (de Alemania), actor
- Otto Hutter (de Austria), fisiólogo británico
- Robert L. Kahn (de Alemania), profesor estadounidense de estudios alemanes y poeta
- Helmut Kallmann (de Alemania), musicólogo y bibliotecario canadiense
- Walter Kaufmann (de Alemania), autor australiano y alemán
- Peter Kinley (de Viena), nacido Peter Schwarz en 1926, artista británico
- Walter Kohn (de Austria), físico estadounidense y premio Nobel
- Renata Laxova (de Checoslovaquia), genetista estadounidense
- Gerda Mayer (de Checoslovaquia), poeta británica
- Frank Meisler (de Danzig), arquitecto y escultor israelí
- Gustav Metzger (de Alemania), artista y activista político residente en Gran Bretaña y apátrida por elección
- Isi Metzstein OBE (de Alemania), arquitecto británico
- Ruth Morley, nee Birnholz (de Austria), diseñadora de vestuario estadounidense para cine y teatro, creó el look de Annie Hall.
- Otto Newman (de Austria), sociólogo británico
- Arno Penzias (de Alemania), físico estadounidense y premio Nobel
- Hella Pick CBE (de Austria), periodista británica
- Sir Erich Reich (de Austria), empresario británico
- Karel Reisz (de Checoslovaquia), director de cine británico
- Lily Renée Wilhelm (de Austria), pionera estadounidense del cómic[79] (novela gráfica, ilustradora)[80]
- Wolfgang Rindler (de Austria), físico británico/estadounidense destacado en el campo de la relatividad general
- Paul Ritter (de Checoslovaquia), arquitecto, planificador y autor
- Michael Roemer (de Alemania), director de cine, productor y escritor
- Dr. Fred Rosner (de Alemania), profesor de medicina y especialista en ética médica
- Joe Schlesinger, CM (de Checoslovaquia), periodista y autor canadiense
- Hans Schwarz (de Austria), artista
- Lore Segal (de Austria), novelista, traductora, maestra y autora estadounidense de libros para niños, cuyo libro para adultos Other People's Houses describe sus propias experiencias de ir de casa en casa.
- Robert A. Shaw (n. Schlesinger, Viena) Británico, profesor de química
- Dame Stephanie Steve Shirley CH, DBE, FREng (de Alemania), empresaria y filántropa británica
- Michael Steinberg, (de Breslau, Alemania, ahora Wrocław, Polonia), crítico musical estadounidense
- Sir Guenter Treitel (de Alemania), erudito en derecho británico
- Marion Walter (de Alemania), educadora matemática estadounidense
- Hanuš Weber (de Checoslovaquia), productor de televisión sueco
- Yitzchok Tuvia Weiss (de Checoslovaquia), Gran Rabino de Jerusalén
- Peter Wegner (de Austria), informático estadounidense.[81]
- Ruth Westheimer (nacida como Karola Siegel, 1928, conocida como "Dra. Ruth") (de Alemania), terapeuta sexual germano-estadounidense, presentadora de programas de entrevistas, autora, profesora y ex francotiradora de Haganah.[82][83][84]
- Herbert Wise (de Austria), director de teatro y televisión británico.[85]
- George Wolf (de Austria), profesor estadounidense de química fisiológica
- Astrid Zydower (de Alemania), escultora británica

## Organizaciones de posguerra
En 1989, Bertha Leverton, que escapó de Alemania a través de este programa, organizó la Reunión del Kindertransport, una reunión del 50 aniversario de niños transportados en Londres en junio de 1989. Este fue el primer encuentro, con más de 1200 asistentes de todo el mundo, niños transportados y sus familias. Varios de ellos, procedentes de la costa este de Estados Unidos, se preguntaron si podrían organizar algo similar en su país, y posteriormente acabaron fundando la Asociación Kindertransport en 1991.
La Asociación Kindertransport es una organización nacional estadounidense sin fines de lucro cuyo objetivo es unir a estos niños refugiados del Holocausto y sus descendientes. La asociación comparte sus historias, honra a quienes hicieron posible el Kindertransport y apoya el trabajo caritativo que ayuda a los niños necesitados. La Asociación Kindertransport declaró el 2 de diciembre de 2013, el 75 aniversario del día en que llegó el primer Kindertransport a Inglaterra, como el Día Mundial del Kindertransport.
En el Reino Unido, la Asociación de Refugiados Judíos alberga un grupo de interés especial llamado Organización Kindertransport.

## El programaKindertransporten los medios
El programa Kindertransport es una parte esencial y única de la trágica historia del Holocausto. Por esta razón, era importante llevar la historia a la conciencia pública.

### Películas documentales
The Hostel (1990), un documental de la BBC en dos partes, narrado por Andrew Sachs. Documentó la vida de 25 personas que huyeron del régimen nazi, 50 años después de que se conocieron por primera vez cuando eran niños en 1939, en el Hotel Carlton en Manningham, Bradford.
My Knees Were Jumping: Remembering the Kindertransport (1996, estrenada en cines en 1998), narrada por Joanne Woodward. Fue nominado para el Gran Premio del Jurado en el Festival de Cine de Sundance. Fue dirigida por Melissa Hacker, hija de la diseñadora de vestuario Ruth Morley, quien era una niña de Kindertransport. Melissa Hacker ha sido muy influyente en la organización de los niños que ahora viven en Estados Unidos. También participó en los trabajos para gestionar la entrega de 2.500 euros por parte del Gobierno alemán a cada uno de los kinder.
Into the Arms of Strangers: Stories of the Kindertransport (2000), narrado por Judi Dench y ganador del Premio de la Academia 2001 al mejor largometraje documental. Fue producida por Deborah Oppenheimer, hija de un niño de Kindertransport, y escrita y dirigida por el tres veces ganador del Oscar Mark Jonathan Harris. Esta película muestra el Kindertransport en términos muy personales al presentar las historias reales a través de entrevistas en profundidad con varios niños, los rescatistas Norbert Wollheim y Nicholas Winton, una madre adoptiva que acogió a un niño y una madre que vivió para reunirse con su hija. Lore Segal. Se proyectó en cines de todo el mundo, incluso en Gran Bretaña, Estados Unidos, Austria y Alemania, y en HBO y PBS. Un libro complementario con el mismo título amplía la película.
Los niños que engañaron a los nazis (2000), un documental de Channel 4. Fue narrado por Richard Attenborough, dirigido por Sue Read y producido por Jim Goulding. Los padres de Attenborough se encontraban entre los que respondieron al llamamiento de las familias para acoger a los niños refugiados, acogieron a dos niñas.
La familia de Nicky (2011), un documental checo. Incluye una aparición de Nicholas Winton.
The Essential Link: The Story of Wilfrid Israel (2017), un documental israelí de Yonatan Nir. Incluye una parte que trata sobre el inicio y lanzamiento del Kindertransport, en el que Wilfrid Israel jugó un papel importante. Siete hombres y mujeres de muy diferentes países y orígenes cuentan las historias de los días previos y cuando abordaron los trenes de Kindertransport en Alemania.

### Obras de teatro
Kindertransport: The Play (1993), una obra de teatro de Diane Samuels. Examina la vida, durante la guerra y después, de un niño de Kindertransport. Presenta las confusiones y los traumas que surgieron para muchos niños antes y después de integrarse por completo en sus hogares de acogida británicos. Y, lo que es más importante, su confusión y trauma cuando sus verdaderos padres reaparecieron en sus vidas, o más probable y trágicamente, cuando supieron que sus verdaderos padres habían muerto. También hay un libro complementario con el mismo nombre.
The End Of Everything Ever (2005), una obra de teatro para niños del grupo New International Encounter, que sigue la historia de un niño enviado desde Checoslovaquia a Londres en tren.

### Libros
- I came alone - the stories of the Kindertransport (1990, The Book Guild Ltd) editado por Bertha Leverton y Shmuel Lowensohn, es una descripción colectiva de no ficción de 180 niños de su huida a Inglaterra desde diciembre de 1938 hasta septiembre de 1939 sin la compañía de sus padres, para encontrar refugio de la persecución nazi.
- And the policeman smiled - 10,000 children escape from Nazi Europe (1990, Bloomsbury Publishing) de Barry Turner, relata las historias de quienes organizaron el Kindertransport, las familias que los acogieron y las experiencias del Kinder.
- Austerlitz (2001), del novelista germano-británico W. G. Sebald, es la odisea de un niño de Kindertransport criado en una mansión galesa que luego remonta sus orígenes a Praga y más tarde regresa allí, encuentra a alguien que conoció a su madre y retorna en tren rememorando lo sucedido.
- Into the Arms of Strangers: Stories of the Kindertransport (2000, Bloomsbury Publishing), de Mark Jonathan Harris y Deborah Oppenheimer, con un prefacio de Lord Richard Attenborough y una introducción histórica de David Cesarani. Libro complementario del documental ganador del Oscar, Into the Arms of Strangers: Stories of the Kindertransport con historias ampliadas de la película y entrevistas adicionales no incluidas en la misma.
- Sisterland (2004), una novela para adultos jóvenes de Linda Newbery, trata sobre una niña de Kindertransport, Sarah Reubens, que ahora es abuela, Hilly, de dieciséis años, descubre el secreto que su abuela ha mantenido oculto durante años. Esta novela fue preseleccionada para la Medalla Carnegie de 2003.[93]
- My Family for the War (2013), una novela para adultos jóvenes de Anne C. Voorhoeve, cuenta la historia de Franziska Mangold, una niña cristiana de diez años de ascendencia judía que viaja en el Kindertransport para vivir con una familia británica ortodoxa.
- Far to Go (2012), una novela de Alison Pick, una escritora canadiense y descendiente de judíos europeos, es la historia de una familia judía de los Sudetes que huye a Praga y utiliza el soborno para asegurar un lugar a bordo para su hijo de seis años. uno de los transportes de Nicholas Winton.
- The English German Girl (2011), una novela del escritor británico Jake Wallis Simons, es el relato ficticio de una niña judía de 15 años de Berlín que es traída a Inglaterra a través de la operación Kindertransport.
- The Children of Willesden Lane (2017), una novela histórica para jóvenes de Mona Golabek y Lee Cohen, sobre el Kindertransport, contada desde la perspectiva de Lisa Jura, madre de Mona Golabek.
- El último tren a Londres (2020), un relato ficticio de las actividades de la Sra. Geertruida Wijsmuller-Meijer de Meg Waite Clayton, también traducida al holandés y publicada como De laatste trein naar de vrijheid.

## Tren Winton
El 1 de septiembre de 2009, un tren Winton especial partió de la estación principal de trenes de Praga. El tren, que constaba de una locomotora y vagones originales utilizados en la década de 1930, fue a Londres a través de la ruta original de Kindertransport. A bordo del tren fueron varios niños Winton supervivientes y sus descendientes, que fueron recibidos por el entonces centenario Sir Nicholas Winton en Londres. La ocasión marcó el 70 aniversario del último Kindertransport previsto, que debería haber partido el 3 de septiembre de 1939, pero no lo hizo debido al estallido de la guerra. A la salida del tren, se inauguró la estatua de Sir Nicholas Winton en la estación de tren.

## Controversia
Jessica Reinisch señala cómo los medios y los políticos británicos aluden al Kindertransport en los debates contemporáneos sobre las crisis migratorias y de refugiados. Ella argumenta que "el Kindertransport" se utiliza como evidencia de la "orgullosa tradición" de Gran Bretaña de acoger refugiados, pero que tales alusiones son problemáticas ya que el modelo de Kinderstransport se saca de contexto y, por lo tanto, está sujeto a la nostalgia. Ella señala que países como Gran Bretaña y Estados Unidos hicieron mucho para evitar la inmigración al rechazar a personas desesperadas, en la Conferencia de Évian en 1938, las naciones participantes no lograron llegar a un acuerdo sobre la aceptación de refugiados judíos que huían de la Alemania nazi.